# Brian Boyd
Brian Boyd (Belfast, 30 luglio 1952) è un critico letterario e docente neozelandese noto soprattutto per aver studiato a lungo la vita e l'opera di Vladimir Nabokov.

## Biografia
Emigrato in Nuova Zelanda nel 1957, si è poi laureato all'University of Canterbury e ha completato nel 1979 un PhD all'università di Toronto con una tesi su Ada o ardore di Nabokov. È distinguished professor del Dipartimento di letteratura inglese dell'University of Auckland, dove insegna dal 1980. Ha completato il catalogo delle opere di Nabokov nel 1981, su invito della moglie dello scrittore Véra Slonim.
Ha quindi pubblicato una biografia sullo stesso in due volumi: Vladimir Nabokov: The Russian Years (1990) e Vladimir Nabokov: The American Years (1991) che ha ricevuto diversi premi ed è stata tradotta in più lingue.
Dal 1990 al 1996 ha curato i tre volumi di opere narrative di Nabokov presso la Library of America (collaborando anche alle Œuvres romanesques complètes della Bibliothèque de la Pléiade e a quelli de La Nave Argo di Adelphi), quindi, con Robert Michael Pyle, un volume di scritti sulle farfalle (Nabokov's Butterflies, 2000); con Stanislav Shvabrin, uno di versi (Verses and Versions, 2008); e, con Olga Voronina, quello delle Letters to Véra (2014).
Nel frattempo si è anche occupato di Karl Popper (sul quale si attende una biografia), Shakespeare, James Joyce, Jane Austen e Art Spiegelman e ha sviluppato una teoria della letteratura, di tipo antropologico-evoluzionistica, poi sfociata nel volume On the Origin of Stories: Evolution, Cognition and Fiction (2009), usando soprattutto due esempi: quello dell'evoluzionismo di tipo storico centrato sull'Odissea di Omero e quello di tipo individuale basato su Ortone e i piccoli Chi! di Dr. Seuss.

## Opere
- Nabokov's Ada or Ardor: A Family Chronicle: The Place of Consciousness (1985; n. ed. 2001)
- Vladimir Nabokov: The Russian Years (1990)
- Vladimir Nabokov: The American Years (1991)
- Nabokov's Pale Fire: The Magic of Artistic Discovery (1999)
- Nabokov's Butterflies: Unpublished and Uncollected Writings (2000, con il lepidotterista Robert Michael Pyle)
- Verses and Versions: Three Centuries of Russian Poetry Selected and Translated by Vladimir Nabokov (2008, con Stanislav Shvabrin)
- On the Origin of Stories: Evolution, Cognition, and Fiction (2009)
- Evolution, Literature, and Film: A Reader (2010, con Joseph Carroll, e Jonathan Gottschall)
- Stalking Nabokov: Selected Essays (2011)
- Why Lyrics Last: Evolution, Cognition and Shakespeare's Sonnets (2012)
- Vladimir Nabokov, Letters to Véra (2014, a cura di, con Olga Voronina)